# Kvinden i buret (film)
Kvinden i buret er en dansk thrillerfilm fra 2013, baseret på bogen af sammen navn af Jussi Adler-Olsen. Filmen er instrueret af Mikkel Nørgaard. Filmen solgte over 700.000 biografbilletter.

## Plot
Carl Mørck, en uortodoks og desillusioneret vicekriminalkommisær, er en af Københavns Politis skarpeste hjerner. Han har samarbejdsvanskeligheder og er derfor blevet stuvet af vejen i kælderen under Politigården. Her sættes han i spidsen for Afdeling Q, som er politiets nyoprettede afdeling for "sager under særlig bevågenhed". I virkeligheden skal han og hans nye makker Assad få tiden til at gå med at katalogisere en række gamle uopklarede sager. De er på sporet af en sag, der trækker spor langt ind i toppen af dansk politik. Den fremadstormende unge danske folketingspolitiker Merete Lynggaard forsvandt sporløst fem år tidligere. 

## Rollebesætning
- Nikolaj Lie Kaas som Carl Mørck
- Fares Fares som Assad
- Sonja Richter som Merete Lynggaard
- Mikkel Boe Følsgaard som Uffe
- Søren Pilmark som Marcus Jacobsen
- Peter Plaugborg som Lars Henrik 'Lasse' Jensen
- Troels Lyby som Hardy
- Patricia Schumann som Søs Norup
- Eric Ericson som Johan Lundquist
- Marijana Jankovic som Tereza
- Claes Ljungmark som Larsson
- Lucas Lynggaard Tønnesen som Lasse (barn)

## Eksterne Henvisninger
- Kvinden i buret på Internet Movie Database (engelsk)
- Kvinden i buret på Filmdatabasen
- Kvinden i buret på danskefilm.dk
- Kvinden i buret på danskfilmogtv.dk
- Kvinden i buret på Scope
- Kvinden i buret i Svensk Filmdatabas (svensk)
- Kvinden i buret på AlloCiné (fransk)
- Kvinden i buret på MovieMeter (nederlandsk)
- Kvinden i buret på AllMovie (engelsk)
- Kvinden i buret på The Movie Database (engelsk)